# Musasir

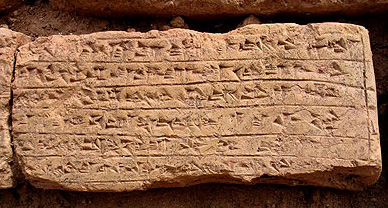
Cegła z Rabat Tepe z asyryjską inskrypcją zapisaną pismem klinowym. Badania nad tekstem pozwoliły na potwierdzenie hipotezy, że Musasir był położony na Rabat Tepe

Musasir, Ardini, Muzazir (urart. URUar-di-ni) – starożytne miasto-państwo, położone w górnym biegu rzeki Wielki Zab, na południowy wschód od jeziora Wan. Z Musasiru prawdopodobnie rozpoczęły swoją migrację plemiona urartyjskie, które na przełomie II–I tysiącleci p.n.e., poruszając się na północ, założyły na Wyżynie Armeńskiej państwo Urartu. Musasir był ważnym centrum religijnym Urartu, ośrodkiem kultu naczelnego bóstwa panteonu urartyjskiego – Chaldiego. Przez długi okres dokładna lokalizacja miasta była ciężka do ustalenia, ale obecnie istnieje konsensus opiniotwórczy, że Musasir znajdował się w pobliżu irańskiej osady Mudjesir, 18 km na północ od Rawanduza.

## Położenie miasta
Prawdopodobnie Musasir w II tysiącleciu p.n.e. cieszył się niepodległością, gdyż miał ważne religijne znaczenie dla północnych terytoriów sąsiedniej Asyrii, a później Urartu. W mieście znajdowała się główna świątynia Chaldiego, którego czczono w obu państwach. Miasto było zlokalizowane na niedostępnym górskim obszarze w pobliżu jeziora Urmia. Francuski asyriolog przełomu XIX–XX wieku, François Thureau-Dangin, przypuszczał, że Musasir był położony na zachodnich skłonach gór kurdyjskich. Tego samego zdania był rosyjski badacz Urartu połowy XX wieku – Boris Piotrowski.
Przeprowadzone w Iranie w ostatnich dwóch dekadach XX wieku wykopaliska archeologiczne pozwoliły ustalić dokładną lokalizację Musasiru. Podczas prac w latach 2005–2006 na wzgórzu Rabat Tepe w irańskiej prowincji Azerbejdżan Zachodni w fundamentach budowli znaleziono cegły z asyryjskim pismem klinowym. Odkrycie irańskich archeologów oraz rozszyfrowanie tekstów potwierdziły teorię badaczy, że ruiny na wzgórzu Rabat Tepe to pozostałości miasta Musasir.

## Włączenie Musasiru do Urartu
Pod koniec IX wieku p.n.e. król urartyjski, Iszpuini, wykorzystując kryzys polityczny w Asyrii, przeprowadził udaną kampanię wojskową w rejon Urmii i przyłączył do swojego państwa Musasir, który w tym okresie pełnił funkcję bufora między dwoma państwami. Włączenie miasta w granice Urartu pozwoliło Iszpuini na przeprowadzenie w państwie reformy religijnej, która przyczyniłaby się do centralizacji władzy. Bóg Chaldi, którego czczono w Musasirze, stał się głównym bóstwem panteonu urartyjskiego. Za nim plasowali się Sziwini – bóg słońca oraz Tejszeba – bóg wojny tudzież burzy. Reforma Iszpuini miała prawdopodobnie duże znaczenie. Urartyjczycy wierzyli, że pomyślność im zapewniała siła ich bóstwa naczelnego, która mogłaby przeciwstawiać się nawet sile Aszura – naczelnego bóstwa rywalizującej w tym okresie z Urartu Asyrii.

## Zburzenie miasta przez Sargona II

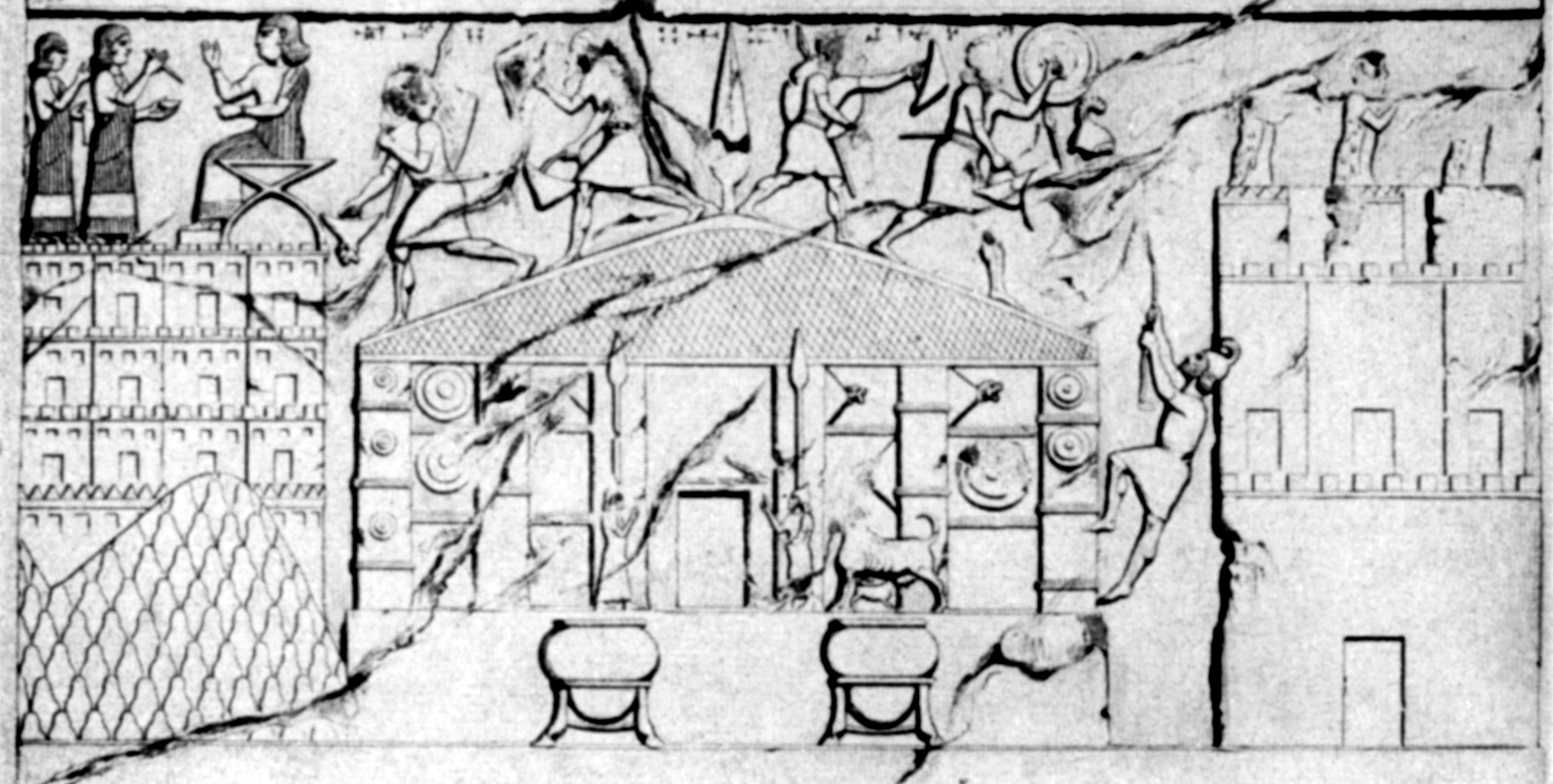
Żołnierze asyryjscy zdobywają miasto i świątynię Chaldiego. Styl architektury Musasiru wzbudza zainteresowanie badaczy sztuki, gdyż jest podobny do sposobu budowania świątyń w Grecji okresu klasycznego

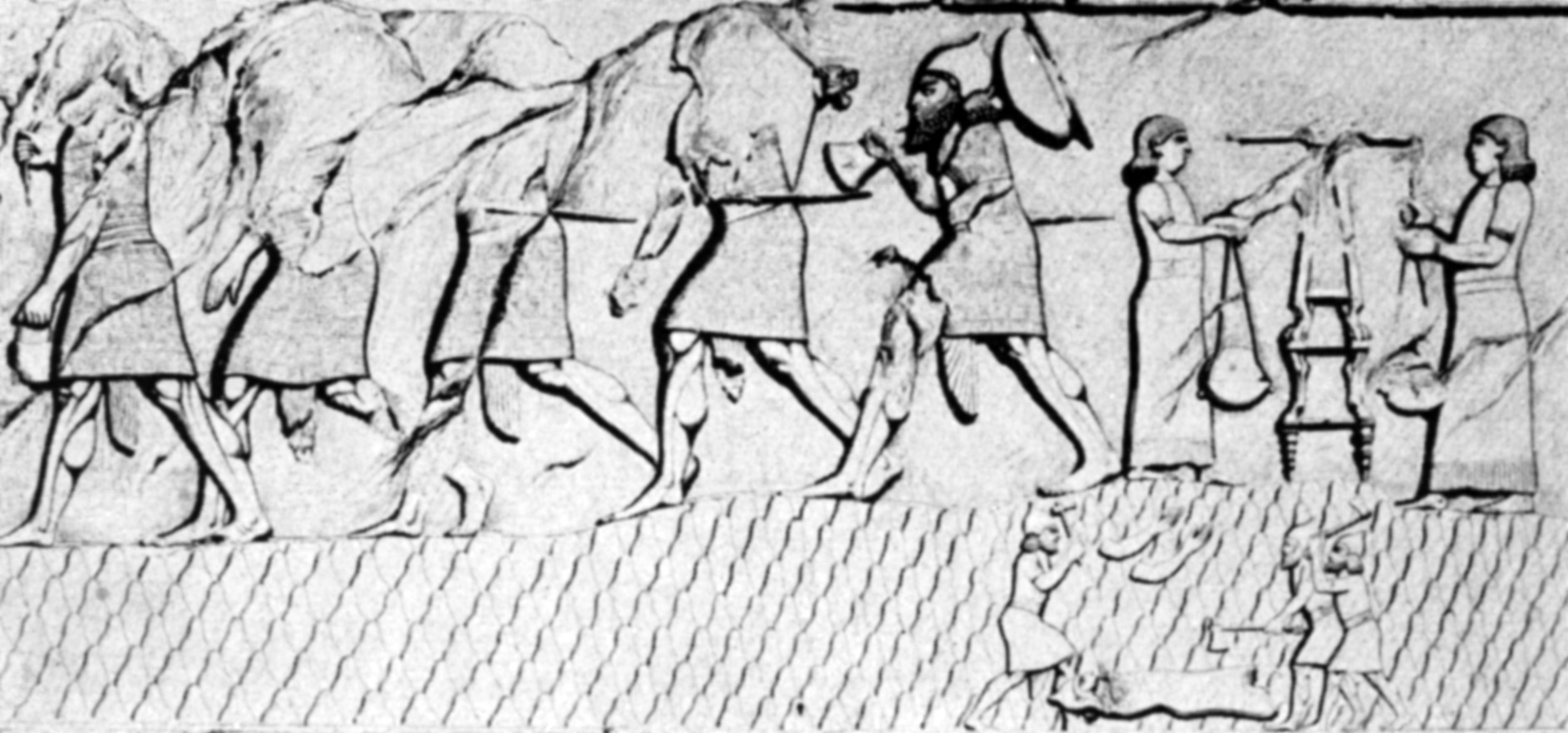
Żołnierze asyryjscy przenoszą łupy do miejsca ich spisania. Na dole z prawej strony została przedstawiona scena kary śmierci przez poćwiartowanie – możliwe, że władcy Musasiru – Urzany. Płaskorzeźby zostały odkryte podczas wykopalisk Dur-Szarrukinie – siedzibie Sargona II – w 1842 roku i dokładnie przerysowane. Oryginały wysłano do Francji, jednak barka, którą je transportowano, zatonęła na Tygrysie, dlatego zachowały się jedynie szkice

Przez prawie cały VIII wiek p.n.e. Musasir znajdował się pod kontrolą Urartu, a jego władcy dokonywali kolejnych podbojów mocą boga Chaldiego. Jednak w 714 roku p.n.e. król asyryjski – Sargon II – przedsięwziął dokładnie zaplanowaną i przygotowaną wyprawę wojenną na swojego północnego sąsiada. Usprawniony wywiad i system dostarczania przez szpiegów raportów przyczynił się do przeprowadzenia przez Asyrię serii nagłych i skutecznych ataków na Urartu. Nieoczekiwanie dla ówczesnego króla – Rusy I – armia Sargona II, podejmując się ciężkiej przeprawy przez góry, pojawiła się w pobliżu Musasiru. Roczniki asyryjskie odnotowały:
Tylko z jednym rydwanem dla moich stóp i 1000 moich gorących jeźdźców, łuczników, ludzi uzbrojonych w tarcze i włócznie, moich zaciętych wojowników, mających biegłość w walce, ustawiłem w szyku i obrałem kierunek na Musasir – trudny szlak, na Arsiu, potężną górę, której skłony podobne są do ostrza i nie mają wejścia, zmusiłem wejść moje wojska. Przez rzekę Górny Zab, którą mieszkańcy Nairi nazywają Elamunią, przeprawiłem się między Szeiak, Ardikszi, Ilaiau, Alluriu – górami wysokimi, szczytami wzniosłymi, ostrzami niedostępnych gór, których nie sposób opisać. Między nimi nie ma szlaku, żeby przeprowadzić piechotę, wewnątrz nich tworzą się potężne wodospady, których szum spadania [...] grzmi jak piorun; one porośnięte są wszelkimi drzewami i wszelkimi niezbędnymi drzewami owocowymi i winoroślami, którędy żaden król dotąd nie przechodził i władca, który był przede mną, nie widział tego szlaku. Ich wielkie pnie ściąłem i potem duże ich ostrza ociosałem miedzianymi kilofami. Z wąskiej drogi, przejścia, ścieżki, którą piechota przeszła bokiem, urządziłem przejście między nimi dla moich wojsk, rydwan dla moich stóp położyłem na karkach moich ludzi, sam zaś, siedząc na koniu, stanąłem na czele mojej armii.
Sargonowi II, który pojawił się ze swoją armią od strony niedostępnych gór, udało się zaskoczyć Urartyjczyków. Prawdopodobnie nie spodziewali się również, iż Asyryjczycy, którzy także czcili Chaldiego, będą dążyli do zniszczenia ośrodka jego kultu. Możliwe, iż dlatego Sargon II, który rozumiał, że Musasir ma szczególne znaczenie dla Urartu, postanowił zburzyć miasto. W rocznikach asyryjskich zachowała się relacja wydarzenia z 714 roku p.n.e.:
Mieszkańcy wołali o pomoc do swojego boga Chaldiego: duże woły, tłuste barany bez liku przynoszą mu w ofierze, boga Chaldiego wieńczą koroną władzy, dają mu do trzymania berło królestwa Urartu (...) Zmusiłem, aby nad tym miastem wołanie mojego wojska grzmiało jak grzmot [...] Jego ludzie, starcy i staruchy weszli na dach swoich domów i rzewnie płaczą, aby ratować swoje życie, czołgają się przede mną na czworakach. Tak jak Urzana, ich król, władca, według słów Aszura nie pogodził się i potem zrzucił jarzmo mojej władzy i wzgardził służeniem mi, postanowiłem wziąć do niewoli ludzi tego miasta; zarządziłem uprowadzenie boga Chaldiego, wsparcia Urartu. Przed wielką jego bramą posadziłem Urzanę, jego żonę, jego synów, jego córki, jego ludzi, nasienie domu jego ojca zabrałem do niewoli. Doliczyłem się ich do 6110 ludzi, 12 mułów, 380 osłów, 525 byków, 1235 baranów, potem zaprowadziłem ich do mojego wzmocnionego obozu. Do Musasiru, miejsca przebywania Chaldiego, zwycięsko wszedłem i w pałacu, mieszkaniu Urzany, zasiadłem jak władca.
Podczas wykopalisk archeologicznych w Dur-Szarrukinie w latach 1842–1843 odkryto pałac Sargona II, jego roczniki oraz łupy wywiezione z Musasiru podczas wyprawy w 714 roku p.n.e. Liczne znalezione wyroby z żelaza pozwoliły na stwierdzenie, że ośrodek kultu Chaldiego był także centrum metalurgicznym. Ponadto z Musasiru wywieziono ponad tonę złota, pięć ton srebra, miedzi, lazurytu i innych kamieni szlachetnych. W asyryjskich spisach łupów figurowały: misy, czary, naczynia stołowe, dzbany, zdobione tarcze wotywne, których łączna waga wynosiła 162 kg, posągi z brązu Argisztiego I i Rusy I oraz przedmioty z alabastru, zdobione szlachetnymi kamieniami.

## Architektura Musasiru
Wizerunek świątyni Chaldiego na płaskorzeźbie czasów Sargona II wzbudził zainteresowanie badaczy historii sztuki. Formy architektoniczne przybytku różnią się od znanych świątyń Mezopotamii – sumero-akadyjskich, asyryjskich i babilońskich. Świątynie urartyjskie nie zachowały się, dlatego ich kształt nie jest znany. Przybytek w Musasirze został wzniesiony przy wykorzystaniu kwadratowych lub sześciennych bloków kamiennych. Po zbadaniu fragmentów kolumn, ustalono, że miały one okrągły kształt. Świątynia posiadała dwuspadowy dach, wsparty na frontonie i sześciu kolumnach. Widoczne są powiązania stylu budowy przybytku w Musasirze z architekturą Azji Mniejszej, szczególnie frygijską i paflagońską, z której wzorce czerpała architektura starożytnej Grecji.